# Solenophora erubescens
Solenophora erubescens är en tvåhjärtbladig växtart som beskrevs av John Donnell Smith. Solenophora erubescens ingår i släktet Solenophora och familjen Gesneriaceae. Inga underarter finns listade i Catalogue of Life.